# José Heriberto García de Quevedo
José Heriberto García de Quevedo (Coro, estado Falcón, Venezuela, marzo de 1819-París, Francia, junio de 1871) fue un poeta, novelista, diplomático y militar venezolano. Era descendiente del escritor español Francisco de Quevedo y Villegas.

## Biografía
En 1825 se mudó con sus padres a Puerto Rico, donde inició una educación que continuaría en Francia y España. En este último país hizo amistad con el escritor José Zorrilla, con quien colaboró en la composición del poema Pentápolis o La ira de Dios, publicado en 1852. También colaboró con Zorrilla en Un cuento de amores y María (1849), aunque en el último caso solo fue contratado para terminar el trabajo que el autor español no pudo hacer por diversos inconvenientes. García de Quevedo además escribió obras teatrales, novelas cortas y poemarios de género romántico, que le ganaron gran celebridad, siendo considerado uno de los escritores más populares de la época. 
En España, García sirvió en la Guardia Real y a mediados del siglo XIX fue profesor de italiano y literatura italiana en el Ateneo de Madrid. En 1857, visitó Caracas como encargado de negocios de España y fue testigo de la Revolución de marzo de 1858. De regreso a Europa, editó una compilación de sus obras titulada Obras poéticas y literarias de Don José Heriberto García de Quevedo publicada en París en 1863. En 1864, García fue delegado por España en la Primera Convención de Ginebra, en la cual se creó la Cruz Roja Internacional.

## Muerte
En 1861 García de Quevedo se mudó a París y en marzo de 1871, al regreso de un viaje, se encontró con el levantamiento popular que llevó al establecimiento de la Comuna de París. Contra el consejo de sus acompañantes, intentó entrar a la ciudad y fue herido mortalmente por un disparo proveniente de una barricada. 
En Coro, su casa natal es conocida como Casa del poeta José Heriberto García de Quevedo, propiedad privada que ha sido designada por el gobierno de Venezuela como inmueble de interés cultural.